# 렛츠 고 투 프리슨
《렛츠 고 투 프리슨》(영어: Let's Go to Prison)은 미국에서 제작된 밥 오든커크 감독의 2006년 코미디 영화이다. 댁스 셰퍼드 등이 출연하였고, 마크 에이브러햄 등이 제작에 참여하였다.

## 출연진
- 댁스 셰퍼드
  - 닉 페일런
- 윌 아넷
- 샤이 맥브라이드
- 데이비드 케크너
- 딜런 베이커
- 마이클 섀넌
- 미겔 니노
- 제이 휘터커
- 에이미 힐
- 데이비드 달로
- 밥 오든커크
- 제리 마이너
- 수전 메싱
- 짐 줄레비치
- 마이클 히치콕
- 팀 하이데커
- 에릭 웨어하임
- 리처드 불

## 기타 제작진
- 라인 제작: 베치 댄버리
- 협력 제작: 스콧 루
- 배역: 리처드 힉스, 미키 패스칼, 데이비드 루빈
- 미술: 존 페이노
- 세트: 다이애나 스토턴
- 의상: 수전 코프먼